# Sonny Tronborg
Sonny Tronborg (Petersen) (7. maj 1953 – 9. juni 2009) var en dansk maler, performance- og installationskunstner.
Efter egen angivelse smidt ud af folkeskolen i 7. klasse. Uddannet på Det kongelige danske Kunstakademi i København fra 1978 til 1986. 
Tilhørte sammen med bl.a. Michael Kvium og Christian Lemmerz gruppen af "vilde malere", som dukkede frem i begyndelsen af 1980 ´erne, og har sammen med dem arbejdet både med film og performance.
Lod sig inspirere af naturen, bl.a. omkring Sorø, på Læsø og i Skagen.
Har lavet udsmykninger til den nye opera i København og til Musikhuset i Århus. Har også lavet kirkekunst, herunder en stor altertavle i Houlkær Kirke i Viborg. 